# 6479 Leoconnolly
6479 Leoconnolly este un asteroid din centura principală de asteroizi.

## Descriere
6479 Leoconnolly este un asteroid din centura principală de asteroizi. A fost descoperit pe 15 iunie 1988 la Observatorul Palomar de Eleanor Francis Helin. Asteroidul prezintă o orbită caracterizată de o semiaxă mare de 2,61 ua, o excentricitate de 0,19 și o înclinație de 13,3° în raport cu ecliptica.